# Марокко на летних Олимпийских играх 2016
Марокко на летних Олимпийских играх 2016 года будет представлена как минимум в двенадцати видах спорта.

## Медали
| Бронза |                |                          |            |
| №      | Спортсмены     | Вид спорта (дисциплина)  | Дата       |
| 1      | Мохаммед Рабии | Бокс (до 69 кг, мужчины) | 15 августа |

## Состав сборной
Бокс
1. Мохамед Арджауи
2. Мохаммед Рабии
3. Хассан Саада
4. Мохамед Хамут
5. Ашраф Харруби
6. Хаснаа Лашжар
7. Зохра Эз-Захрауи
8. Хадиджа эль-Марди

 Борьба
Вольная борьба
1. Шакир Ансари

Греко-римская борьба
1. Зиед Ает Акрам
2. Мехди Мессауди

Велоспорт
 Шоссейный велоспорт
1. Мухсин Лахсайни
2. Суфиан Хадди
3. Анасс Аит Эль Абдиа

 Гольф
1. Маха Хаддиуи

Гребля на байдарках и каноэ
 Гребной слалом
1. Хинд Джамили

 Дзюдо
1. Имад Бассу
2. Ризлен Зуак
3. Асмаа Ньянг

 Конный спорт
1. Абделькебир Уаддар

 Лёгкая атлетика
1. Суфьян Букантар
2. Абдалаати Игидер
3. Брахим Каазузи
4. Рашид Кисри
5. Хишам Сигени
6. Мостафа Смаили
7. Азиз Ухади
8. Хамид Эззин
9. Суфьян Эль-Баккали
10. Абделати Эль-Гюссе
11. Абдельмаджид Эль-Хиссуф
12. Фуад Элькаам
13. Юнес Эссалхи
14. Малика Аккауи
15. Рабабе Арафи
16. Кутар Булаид
17. Хаят Ламбарки
18. Фадва Сиди Мадане
19. Сихам Хилали
20. Салима Эль-Уали Алами

 Плавание
1. Дрисс Лахриши
2. Нура Мана

 Стрельба
1. Мохамед Рамах

 Тхэквондо
1. Квота 1
2. Квота 2
3. Квота 3

 Тяжёлая атлетика
1. Квота 1

 Фехтование
1. Юссра Закарани

## Результаты соревнований

### Бокс
Квоты, завоёванные спортсменами являются именными. Если от одной страны путёвки на Игры завоюют два и более спортсмена, то право выбора боксёра предоставляется национальному Олимпийскому комитету. Соревнования по боксу проходят по системе плей-офф. Для победы в олимпийском турнире боксёру необходимо одержать либо четыре, либо пять побед в зависимости от жеребьёвки соревнований. Оба спортсмена, проигравшие в полуфинальных поединках, становятся обладателями бронзовых наград.
Мужчины
| Категория   | Спортсмены      | Первый раунд         | Второй раунд         | Четвертьфинал        | Полуфинал            | Финал                | Место                |
| Категория   | Спортсмены      | Соперник Результат   | Соперник Результат   | Соперник Результат   | Соперник Результат   | Соперник Результат   | Место                |
| ----------- | --------------- | -------------------- | -------------------- | -------------------- | -------------------- | -------------------- | -------------------- |
| до 52 кг    | Ашраф Харруби   |                      |                      |                      |                      |                      |                      |
| до 56 кг    | Мохамед Хамут   |                      |                      |                      |                      |                      |                      |
| до 69 кг    | Мохаммед Рабии  |                      |                      |                      |                      |                      |                      |
| до 81 кг    | Хассан Саада    | TURМ. Унал П w/o     | Завершил выступление | Завершил выступление | Завершил выступление | Завершил выступление | Завершил выступление |
| свыше 91 кг | Мохамед Арджауи | AZEМ. Меджидов П 0:3 | Завершил выступление | Завершил выступление | Завершил выступление | Завершил выступление | Завершил выступление |

Женщины
| Категория | Спортсмены        | Первый раунд       | Четвертьфинал      | Полуфинал          | Финал              | Место |
| Категория | Спортсмены        | Соперник Результат | Соперник Результат | Соперник Результат | Соперник Результат | Место |
| --------- | ----------------- | ------------------ | ------------------ | ------------------ | ------------------ | ----- |
| до 51 кг  | Зохра Эз-Захрауи  |                    |                    |                    |                    |       |
| до 60 кг  | Хаснаа Лашжар     |                    |                    |                    |                    |       |
| до 75 кг  | Хадиджа эль-Марди |                    |                    |                    |                    |       |

### Борьба
В соревнованиях по борьбе, как и на предыдущих трёх Играх, будет разыгрываться 18 комплектов наград. По 6 у мужчин в вольной и греко-римской борьбе и 6 у женщин в вольной борьбе. Турнир пройдёт по олимпийской системе с выбыванием. В утешительный раунд попадают участники, проигравшие в своих поединках будущим финалистам соревнований. Каждый поединок состоит из двух раундов по 3 минуты, победителем становится спортсмен, набравший большее количество технических очков. По окончании схватки, в зависимости от результатов спортсменам начисляются классификационные очки.
Мужчины
Вольная борьба
| Соревнование | Спортсмены   | Первый раунд       | 1/8 финала         | Четвертьфинал      | Полуфинал          | Финал              | Место |
| Соревнование | Спортсмены   | Соперник Результат | Соперник Результат | Соперник Результат | Соперник Результат | Соперник Результат | Место |
| ------------ | ------------ | ------------------ | ------------------ | ------------------ | ------------------ | ------------------ | ----- |
| до 57 кг     | Шакир Ансари |                    |                    |                    |                    |                    |       |

Греко-римская борьба
| Категория | Спортсмены     | Первый раунд       | 1/8 финала         | Четвертьфинал      | Полуфинал          | Финал              | Место |
| Категория | Спортсмены     | Соперник Результат | Соперник Результат | Соперник Результат | Соперник Результат | Соперник Результат | Место |
| --------- | -------------- | ------------------ | ------------------ | ------------------ | ------------------ | ------------------ | ----- |
| до 59 кг  | Мехди Мессауди |                    |                    |                    |                    |                    |       |
| до 75 кг  | Зиед Ает Акрам |                    |                    |                    |                    |                    |       |

### Велоспорт

#### Шоссейный велоспорт
Мужчины
| Соревнование     | Спортсмены          | Время      | Место | Отставание |
| ---------------- | ------------------- | ---------- | ----- | ---------- |
| групповая гонка  | Анасс Аит Эль Абдиа | 6:30:05    | 47    | +20:00     |
| групповая гонка  | Сауфиане Хадди      | DNF        | DNF   | DNF        |
| групповая гонка  | Маухсине Лахсайни   | DNF        | DNF   | DNF        |
| раздельная гонка | Маухсине Лахсайни   | 1:25:11,72 | 33    | +12:56,30  |

### Водные виды спорта

#### Плавание
В следующий раунд на каждой дистанции проходят спортсмены, показавшие лучший результат, независимо от места, занятого в своём заплыве.
Мужчины
| Дистанция           | Спортсмены    | Предварительный раунд | Предварительный раунд | Предварительный раунд | Полуфинал            | Полуфинал            | Полуфинал            | Финал                | Финал                |
| Дистанция           | Спортсмены    | Заплыв                | Результат             | Место                 | Заплыв               | Результат            | Место                | Результат            | Место                |
| ------------------- | ------------- | --------------------- | --------------------- | --------------------- | -------------------- | -------------------- | -------------------- | -------------------- | -------------------- |
| 100 метров на спине | Дрисс Лахриши | 1                     | 58,01                 | 36                    | Завершил выступление | Завершил выступление | Завершил выступление | Завершил выступление | Завершил выступление |

Женщины
| Дистанция                | Спортсмены | Предварительный раунд | Предварительный раунд | Предварительный раунд | Полуфинал | Полуфинал | Полуфинал | Финал     | Финал |
| Дистанция                | Спортсмены | Заплыв                | Результат             | Место                 | Заплыв    | Результат | Место     | Результат | Место |
| ------------------------ | ---------- | --------------------- | --------------------- | --------------------- | --------- | --------- | --------- | --------- | ----- |
| 50 метров вольным стилем | Нура Мана  |                       |                       |                       |           |           |           |           |       |

### Гольф
Последний раз соревнования по гольфу в рамках Олимпийских игр проводились в 1904 году. В Рио-де-Жанейро турнир гольфистов прошёл на 18-луночном поле, со счётом 71 пар. Каждый участник прошёл все 18 лунок по 4 раза.
Женщины
| Соревнование | Спортсмены   | Первый раунд | Первый раунд | Второй раунд | Второй раунд | Третий раунд | Третий раунд | Четвёртый раунд | Четвёртый раунд | Итоговый результат | Итоговое место |
| Соревнование | Спортсмены   | Очки         | Место        | Очки         | Место        | Очки         | Место        | Очки            | Место           | Итоговый результат | Итоговое место |
| ------------ | ------------ | ------------ | ------------ | ------------ | ------------ | ------------ | ------------ | --------------- | --------------- | ------------------ | -------------- |
| женщины      | Маха Хаддиуи |              |              |              |              |              |              |                 |                 |                    |                |

### Гребля на байдарках и каноэ

#### Гребной слалом
Квалификационный раунд проходил в две попытки. Результат в каждой попытке складывался из времени, затраченного на прохождение трассы и суммы штрафных очков, которые спортсмен получал за неправильное прохождение ворот. Одно штрафное очко равнялось одной секунде. Из 2 попыток выбирался лучший результат, по результатам которого, выявлялись спортсмены с наименьшим количеством очков, которые проходили в следующий раунд. В полуфинале гребцы выполняли по одной попытки. В финал проходили спортсмены с наименьшим результатом.
Женщины
| Соревнование      | Спортсмены   | Предварительный этап | Предварительный этап | Предварительный этап | Предварительный этап | Предварительный этап | Предварительный этап | Предварительный этап | Полуфинал             | Полуфинал             | Полуфинал             | Полуфинал             | Финал                 | Финал                 | Финал                 | Финал                 |
| Соревнование      | Спортсмены   | 1 попытка            | 1 попытка            | 1 попытка            | 2 попытка            | 2 попытка            | 2 попытка            | Место                | Полуфинал             | Полуфинал             | Полуфинал             | Полуфинал             | Финал                 | Финал                 | Финал                 | Финал                 |
| Соревнование      | Спортсмены   | Время                | Штраф                | Итог                 | Время                | Штраф                | Итог                 | Место                | Время                 | Штраф                 | Итог                  | Место                 | Время                 | Штраф                 | Итог                  | Место                 |
| ----------------- | ------------ | -------------------- | -------------------- | -------------------- | -------------------- | -------------------- | -------------------- | -------------------- | --------------------- | --------------------- | --------------------- | --------------------- | --------------------- | --------------------- | --------------------- | --------------------- |
| байдарки-одиночки | Хинд Джамили | 141,00               | 12                   | 153,00               | 141,87               | 8                    | 149,87               | 21                   | завершила выступление | завершила выступление | завершила выступление | завершила выступление | завершила выступление | завершила выступление | завершила выступление | завершила выступление |

### Дзюдо
Соревнования по дзюдо проводились по системе с выбыванием. В утешительные раунды попадали спортсмены, проигравшие полуфиналистам турнира. Два спортсмена, одержавших победу в утешительном раунде, в поединке за бронзу сражались с дзюдоистами, проигравшими в полуфинале.
Мужчины
| Категория | Спортсмены | 1/32 финала        | 1/16 финала         | 1/8 финала            | Четвертьфинал        | Полуфинал            | Финал                | Место |
| Категория | Спортсмены | Соперник Результат | Соперник Результат  | Соперник Результат    | Соперник Результат   | Соперник Результат   | Соперник Результат   | Место |
| --------- | ---------- | ------------------ | ------------------- | --------------------- | -------------------- | -------------------- | -------------------- | ----- |
| до 66 кг  | Имад Бассу | Не участвовал      | AUSН. Кац В 001:000 | CANА. Бушар П 000:001 | Завершил выступление | Завершил выступление | Завершил выступление | 9     |

Женщины
| Категория | Спортсмены  | 1/16 финала                 | 1/8 финала            | Четвертьфинал         | Полуфинал             | Финал                 | Место |
| Категория | Спортсмены  | Соперник Результат          | Соперник Результат    | Соперник Результат    | Соперник Результат    | Соперник Результат    | Место |
| --------- | ----------- | --------------------------- | --------------------- | --------------------- | --------------------- | --------------------- | ----- |
| до 63 кг  | Ризлен Зуак | MGLЦ. Монхзаяа П 000:101    | завершила выступление | завершила выступление | завершила выступление | завершила выступление | 17    |
| до 70 кг  | Асмаа Ньянг | BRAМ. Портела П 000s2:001s2 | завершила выступление | завершила выступление | завершила выступление | завершила выступление | 17    |

### Конный спорт
Конкур
В каждом из раундов спортсменам необходимо было пройти дистанцию с разным количеством препятствий и разным лимитом времени. За каждое сбитое препятствие спортсмену начислялось 4 штрафных балла, за превышение лимита времени 1 штрафное очко (за каждые 5 секунд). В финал личного первенства могло пройти только три спортсмена от одной страны. Командный конкур проводился в рамках второго и третьего раунда индивидуальной квалификации. В зачёт командных соревнований шли три лучших результата, показанные спортсменами во время личного первенства. Если спортсмен выбывал из индивидуальных соревнований после первого или второго раундов, то он всё равно продолжал свои выступления, но результаты при этом шли только в командный зачёт.
| Соревнование  | Спортсмены                                      | Квалификация | Квалификация | Квалификация | Квалификация | Квалификация | Квалификация | Квалификация | Квалификация | Финал   | Финал   | Финал   | Финал | Финал | Итоговое место |
| Соревнование  | Спортсмены                                      | 1 раунд      | 1 раунд      | 2 раунд      | Всего        | Всего        | 3 раунд      | Всего        | Всего        | Финал A | Финал A | Финал B | Всего | Всего | Итоговое место |
| Соревнование  | Спортсмены                                      | Штраф        | Место        | Штраф        | Штраф        | Место        | Штраф        | Штраф        | Место        | Штраф   | Место   | Штраф   | Штраф | Место | Итоговое место |
| ------------- | ----------------------------------------------- | ------------ | ------------ | ------------ | ------------ | ------------ | ------------ | ------------ | ------------ | ------- | ------- | ------- | ----- | ----- | -------------- |
| личный конкур | Абделькебир Уаддар лошадь — Quickly de Kreisker |              |              |              |              |              |              |              |              |         |         |         |       |       |                |

### Лёгкая атлетика
Мужчины
Беговые дисциплины
| Дисциплина                         | Спортсмен          | Предварительный раунд | Предварительный раунд | Предварительный раунд | Четвертьфиналы | Четвертьфиналы | Четвертьфиналы | Полуфиналы    | Полуфиналы    | Полуфиналы    | Финал | Финал |
| Дисциплина                         | Спортсмен          | Забег                 | Время                 | Место                 | Забег          | Время          | Место          | Забег         | Время         | Место         | Время | Место |
| ---------------------------------- | ------------------ | --------------------- | --------------------- | --------------------- | -------------- | -------------- | -------------- | ------------- | ------------- | ------------- | ----- | ----- |
| бег на 100 метров                  | Азиз Ухади         |                       |                       |                       |                |                |                |               |               |               |       |       |
| бег на 800 метров                  | Мостафа Смаили     |                       |                       |                       | не проводится  | не проводится  | не проводится  |               |               |               |       |       |
| бег на 800 метров                  | Абделати Эль-Гюссе |                       |                       |                       | не проводится  | не проводится  | не проводится  |               |               |               |       |       |
| бег на 1500 метров                 | Абдалаати Игидер   |                       |                       |                       | не проводится  | не проводится  | не проводится  |               |               |               |       |       |
| бег на 1500 метров                 | Фуад Элькаам       |                       |                       |                       | не проводится  | не проводится  | не проводится  |               |               |               |       |       |
| бег на 1500 метров                 | Брахим Каазузи     |                       |                       |                       | не проводится  | не проводится  | не проводится  |               |               |               |       |       |
| бег на 5000 метров                 | Юнес Эссалхи       |                       |                       |                       | не проводится  | не проводится  | не проводится  | не проводится | не проводится | не проводится |       |       |
| бег на 5000 метров                 | Суфьян Букантар    |                       |                       |                       | не проводится  | не проводится  | не проводится  | не проводится | не проводится | не проводится |       |       |
| бег на 3000 метров с препятствиями | Суфьян Эль-Баккали |                       |                       |                       | не проводится  | не проводится  | не проводится  | не проводится | не проводится | не проводится |       |       |
| бег на 3000 метров с препятствиями | Хамид Эззин        |                       |                       |                       | не проводится  | не проводится  | не проводится  | не проводится | не проводится | не проводится |       |       |
| бег на 3000 метров с препятствиями | Хишам Сигени       |                       |                       |                       | не проводится  | не проводится  | не проводится  | не проводится | не проводится | не проводится |       |       |

Шоссейные дисциплины
| Дисциплина | Спортсмен               | Время | Место | Отставание |
| ---------- | ----------------------- | ----- | ----- | ---------- |
| марафон    | Абдельмаджид Эль-Хиссуф |       |       |            |
| марафон    | Рашид Кисри             |       |       |            |

Женщины
Беговые дисциплины
| Дисциплина                         | Спортсмен             | Предварительный раунд | Предварительный раунд | Предварительный раунд | Четвертьфиналы | Четвертьфиналы | Четвертьфиналы | Полуфиналы    | Полуфиналы    | Полуфиналы    | Финал | Финал |
| Дисциплина                         | Спортсмен             | Забег                 | Время                 | Место                 | Забег          | Время          | Место          | Забег         | Время         | Место         | Время | Место |
| ---------------------------------- | --------------------- | --------------------- | --------------------- | --------------------- | -------------- | -------------- | -------------- | ------------- | ------------- | ------------- | ----- | ----- |
| бег на 800 метров                  | Малика Аккауи         |                       |                       |                       | не проводится  | не проводится  | не проводится  |               |               |               |       |       |
| бег на 800 метров                  | Рабабе Арафи          |                       |                       |                       | не проводится  | не проводится  | не проводится  |               |               |               |       |       |
| бег на 1500 метров                 | Малика Аккауи         |                       |                       |                       | не проводится  | не проводится  | не проводится  |               |               |               |       |       |
| бег на 1500 метров                 | Рабабе Арафи          |                       |                       |                       | не проводится  | не проводится  | не проводится  |               |               |               |       |       |
| бег на 1500 метров                 | Сихам Хилали          |                       |                       |                       | не проводится  | не проводится  | не проводится  |               |               |               |       |       |
| бег на 3000 метров с препятствиями | Салима Эль-Уали Алами |                       |                       |                       | не проводится  | не проводится  | не проводится  | не проводится | не проводится | не проводится |       |       |
| бег на 3000 метров с препятствиями | Фадва Сиди Мадане     |                       |                       |                       | не проводится  | не проводится  | не проводится  | не проводится | не проводится | не проводится |       |       |
| бег на 400 метров с барьерами      | Хаят Ламбарки         |                       |                       |                       | не проводится  | не проводится  | не проводится  |               |               |               |       |       |

Шоссейные дисциплины
| Дисциплина | Спортсмен    | Время | Место | Отставание |
| ---------- | ------------ | ----- | ----- | ---------- |
| марафон    | Кутар Булаид |       |       |            |

### Стрельба
В январе 2013 года Международная федерация спортивной стрельбы приняла новые правила проведения соревнований на 2013—2016 года, которые, в частности, изменили порядок проведения финалов. Во многих дисциплинах спортсмены, прошедшие в финал, теперь начинают решающий раунд без очков, набранных в квалификации, а финал проходит по системе с выбыванием. Также в финалах после каждого раунда стрельбы из дальнейшей борьбы выбывает спортсмен с наименьшим количеством баллов. В скоростном пистолете решающие поединки проходят по системе попал-промах. В стендовой стрельбе добавился полуфинальный раунд, где определяются по два участника финального матча и поединка за третье место.
Мужчины
| Соревнование | Спортсмены    | Квалификация | Квалификация | Полуфинал            | Полуфинал            | Финал                | Финал                |
| Соревнование | Спортсмены    | Результат    | Место        | Результат            | Место                | Соперник/ Результат  | Место                |
| ------------ | ------------- | ------------ | ------------ | -------------------- | -------------------- | -------------------- | -------------------- |
| трап         | Мохамед Рамах | 106          | 30           | завершил выступление | завершил выступление | завершил выступление | завершил выступление |
| дубль-трап   | Мохамед Рамах | 115          | 21           | завершил выступление | завершил выступление | завершил выступление | завершил выступление |

### Тхэквондо
Соревнования по тхэквондо проходят по системе с выбыванием. Для победы в турнире спортсмену необходимо одержать 4 победы. Тхэквондисты, проигравшие по ходу соревнований будущим финалистам, принимают участие в утешительном турнире за две бронзовые медали.
Мужчины
| Категория | Спортсмены | Первый раунд       | Четвертьфинал      | Полуфинал          | Финал              | Место |
| Категория | Спортсмены | Соперник Результат | Соперник Результат | Соперник Результат | Соперник Результат | Место |
| --------- | ---------- | ------------------ | ------------------ | ------------------ | ------------------ | ----- |
| до 58 кг  |            |                    |                    |                    |                    |       |

Женщины
| Категория   | Спортсмены | Первый раунд       | Четвертьфинал      | Полуфинал          | Финал              | Место |
| Категория   | Спортсмены | Соперник Результат | Соперник Результат | Соперник Результат | Соперник Результат | Место |
| ----------- | ---------- | ------------------ | ------------------ | ------------------ | ------------------ | ----- |
| до 57 кг    |            |                    |                    |                    |                    |       |
| свыше 67 кг |            |                    |                    |                    |                    |       |

### Тяжёлая атлетика
Каждый НОК самостоятельно выбирает категорию в которой выступит её тяжелоатлет. В рамках соревнований проводятся два упражнения — рывок и толчок. В каждом из упражнений спортсмену даётся 3 попытки. Победитель определяется по сумме двух упражнений. При равенстве результатов победа присуждается спортсмену, с меньшим собственным весом.
Мужчины
| Категория | Спортсмены | Вес | Рывок | Рывок | Рывок | Толчок | Толчок | Толчок | Всего | Место |
| Категория | Спортсмены | Вес | 1     | 2     | 3     | 1      | 2      | 3      | Всего | Место |
| --------- | ---------- | --- | ----- | ----- | ----- | ------ | ------ | ------ | ----- | ----- |
|           |            |     |       |       |       |        |        |        |       |       |

### Фехтование
В индивидуальных соревнованиях спортсмены сражаются три раунда по три минуты, либо до того момента, как один из спортсменов нанесёт 15 уколов. В командных соревнованиях поединок идёт 9 раундов по 3 минуты каждый, либо до 45 уколов. Если по окончании времени в поединке зафиксирован ничейный результат, то назначается дополнительная минута до «золотого» укола.
Женщины
| Соревнование          | Спортсмены          | 1/32 финала        | 1/16 финала                | 1/8 финала            | Четвертьфинал         | Полуфинал             | Финал                 | Место |
| Соревнование          | Спортсмены          | Соперник Результат | Соперник Результат         | Соперник Результат    | Соперник Результат    | Соперник Результат    | Соперник Результат    | Место |
| --------------------- | ------------------- | ------------------ | -------------------------- | --------------------- | --------------------- | --------------------- | --------------------- | ----- |
| индивидуальная рапира | Юссра Закарани (22) | не участвовала     | CHNЛэ Хуэйлинь (11) П 4:15 | завершила выступление | завершила выступление | завершила выступление | завершила выступление | 23    |